# Love Yourself: Tear
Albums de BTS
Face Yourself
(2018) Love Yourself: Answer
(2018)
Singles
1. Fake Love
Sortie : 18 mai 2018

Love Yourself: Tear (titre original: Love Yourself 轉 Tear) est le troisième album studio du boys band sud-coréen BTS sorti le 18 mai 2018. Deuxième partie de la trilogie Love Yourself, il fait suite au mini-album Love Yourself: Her. L'album est disponible en 4 versions différentes : « Y », « O », « U » et « R ».

## Contexte et sortie
Le 6 avril à minuit, heure coréenne, la compagnie du groupe Big Hit Entertainment met en ligne une vidéo intitulée Euphoria : Theme of LOVE YOURSELF 起 Wonder, annonçant ainsi la sortie prochaine de l'album faisant suite à Love Yourself: Her. Le 17 avril, le groupe annonce la sortie de leur 3e album studio Love Yourself: Tear pour le 18 mai. Les précommandes ont atteint un nombre record de 1 449 287 copies en Corée du Sud.
Le comeback trailer Singularity, interprété par V, est mis en ligne sur YouTube le 7 mai 2018 à minuit, heure coréenne. Les 9 et 11 mai, la compagnie du groupe dévoile les concepts photos intitulés « Y », « O », « U » et « R ». Elle révèle ensuite la liste des pistes de l'album le 14 mai. Deux teaser pour le clip vidéo de Fake Love sont dévoilés par le groupe, ainsi qu'un aperçu par Billboard pour les Billboard Music Awards du 15 au 17 mai.
Le clip vidéo sort le 18 mai puis, le 2 juin, sort une version rallongée du clip vidéo et une version rock de FAKE LOVE avec une sortie en digital le 4 juin sous l'appellation Rocking Vibe Mix.

## Réception
Le clip vidéo de Fake Love comptabilise 35,9 millions de vues les premières 24 heures, le cinquième plus grand nombre de vues en 24 heures dans l'histoire de YouTube.
En mai 2018, l'album se positionne 1er lors de son entrée au Billboard 200, position jamais atteinte par un album coréen et plus atteinte par un album de langue étrangère depuis 2006. Quant au single Fake Love, il se classe 10ème du Billboard Hot 100 lors de sa première semaine faisant de BTS le premier groupe et second artiste coréen, après le chanteur PSY, à atteindre le top 10. Il devient néanmoins le premier artiste coréen à atteindre le top 10 lors de sa première semaine.
Neil Z. Yeung donne 4 étoiles sur 5 sur AllMusic qualifiant l'album de « chic et vif ». Sur The Guardian, Alexis Petridis donne 3 étoiles sur 5, trouvant « ...le phénomène de BTS plus intéressant que la musique bien que l'album est suffisamment bon pour garder le phénomène en mouvement ». Sheldon Pearce sur Pitchfork donne une note de 7,1/10, expliquant que « Si Her est un assortiment de déclarations d'amour, Tear en est l'opposé ». Elias Leight de Rolling Stone donne 3,5 étoiles sur 5 et qualifie Fake Love de « secousse d'angoisse, rap-rock prêt pour l'arène ».
L'album est nommé aux Grammy Awards 2019 dans la catégorie "Best Recording Package", faisant d'eux les premiers artistes coréens à avoir une œuvre nommée.

## Liste des pistes
| 1.    | Intro : Singularity (Solo de V)                       | Charlie J. Perry, RM                                                                         | Charlie                     | 3:14 |
| 2.    | FAKE LOVE                                             | Pdogg, "Hitman" Bang (Bang Si-hyuk), RM                                                      | Pdogg                       | 4:06 |
| 3.    | 전하지 못한 진심 (The Truth Untold - feat.Steve Aoki) | Steve Aoki, Roland Spreckley, Jake Torrey, Noah Conrad, Annika Wells, RM, Slow Rabbit        | Steve Aoki                  | 4:02 |
| 4.    | 134340                                                | Pdogg, ADORA, RM, Martin Luke Brown, Oria Gartland, Suga, J-Hope                             | Pdogg                       | 3:49 |
| 5.    | 낙원 (Paradise)                                       | Tyler Acord, Uzoechi Emenike, RM, Suga, J-Hope                                               | Lophiile                    | 3:30 |
| 6.    | Love Maze                                             | Pdogg, Jordan "DJ Swivel" Young, Candace Nicole Sosa, RM, Suga, J-Hope, ADORA                | Pdogg                       | 3:40 |
| 7.    | Magic Shop                                            | Jungkook, Hiss noice, RM, Jordan "DJ Swivel" Young, Candace Nicole Sosa, ADORA, J-Hope, Suga | Jungkook, Hiss noice, ADORA | 4:36 |
| 8.    | Airplane pt.2                                         | Pdogg, RM, Ali Tamposi, Liza Owen, Roman Campolo, "Hitman" Bang (Bang Si-hyuk), Suga, J-Hope | Pdogg                       | 3:39 |
| 9.    | Anpanman                                              | Pdogg, Supreme Boi, "Hitman" Bang (Bang Si-hyuk), RM, Suga, Jinbo                            | Pdogg                       | 3:54 |
| 10.   | So What                                               | Pdogg, "Hitman" Bang (Bang Si-hyuk), ADORA, RM, Suga, J-Hope                                 | Pdogg                       | 4:44 |
| 11.   | Outro : Tear                                          | DOCSKIM, Suga, RM, J-Hope                                                                    | DOCSKIM                     | 4:45 |
| 43:59 |                                                       |                                                                                              |                             |      |

## Classements
| Classements (2018)                        | Meilleure position |
| ----------------------------------------- | ------------------ |
| Suisse (Schweizer Hitparade)              | 8                  |
| Allemagne (Media Control AG)              | 17                 |
| Autriche (Ö3 Austria Top 40)              | 5                  |
| France (SNEP)                             | 62                 |
| Pays-Bas (Mega Album Top 100)             | 6                  |
| Belgique (Flandre Ultratop)               | 6                  |
| Belgique (Wallonie Ultratop)              | 18                 |
| Suède (Sverigetopplistan)                 | 6                  |
| Finlande (Suomen virallinen lista)        | 4                  |
| Norvège (VG-lista)                        | 2                  |
| Italie (FIMI)                             | 34                 |
| Espagne (Promusicae)                      | 27                 |
| Australie (ARIA)                          | 6                  |
| Nouvelle-Zélande (RIANZ)                  | 5                  |
| Royaume-Uni (UK Albums Chart)             | 8                  |
| Canada (Billboard)                        | 2                  |
| États-Unis (Billboard 200)                | 1                  |
| États-Unis Independant Albums (Billboard) | 1                  |
| États-Unis World Albums (Billboard)       | 1                  |
| Japon (Oricon)                            | 3                  |
| Corée du Sud (Gaon Chart)                 | 1                  |

| Classements (2016)             | Meilleure position |
| ------------------------------ | ------------------ |
| Suisse (Schweizer Hitparade)   | 41                 |
| Allemagne (Media Control AG)   | 56                 |
| Autriche (Ö3 Austria Top 40)   | 22                 |
| France (SNEP)                  | 22                 |
| Suède (Sverigetopplistan)      | 54                 |
| Espagne (PROMUSICAE)           | 86                 |
| Australie (ARIA)               | 36                 |
| Corée du Sud (Gaon Chart)      | 1                  |
| Royaume-Uni (UK Singles Chart) | 42                 |
| États-Unis (Hot 100)           | 10                 |
| Canada (Hot 100)               | 22                 |

### Émissions de classements musicaux
| Single    | Émission                  | Date          |
| --------- | ------------------------- | ------------- |
| FAKE LOVE | Music Bank (KBS2)         | 25 mai 2018   |
| FAKE LOVE | Show! Music Core (MBC)    | 26 mai 2018   |
| FAKE LOVE | Inkigayo (SBS)            | 27 mai 2018   |
| FAKE LOVE | Show Champion (MBC Music) | 30 mai 2018   |
| FAKE LOVE | M Countdown (Mnet)        | 31 mai 2018   |
| FAKE LOVE | Music Bank (KBS2)         | 1er juin 2018 |
| FAKE LOVE | Show! Music Core (MBC)    | 2 juin 2018   |
| FAKE LOVE | Inkigayo (SBS)            | 3 juin 2018   |
| FAKE LOVE | M Countdown (Mnet)        | 7 juin 2018   |
| FAKE LOVE | Music Bank (KBS2)         | 8 juin 2018   |
| FAKE LOVE | Show! Music Core (MBC)    | 9 juin 2018   |
| FAKE LOVE | Inkigayo (SBS)            | 10 juin 2018  |

## Ventes
| Pays                 | Ventes            | Certifications         |
| -------------------- | ----------------- | ---------------------- |
| États-Unis Billboard | plus de 200 000   |                        |
| Corée du Sud Gaon    | plus de 2 181 909 | Gaon : 2 Million ( Or) |
| Japon Oricon         | plus de 100 000   | RIAJ : Or              |